# James Neil Atkinson
James Neil Atkinson, noto Jim (Deland, 10 gennaio 1929 – Black Mountain, 31 luglio 2010) è stato un bobbista statunitense.

## Biografia
Ai VI Giochi olimpici invernali (edizione disputatasi nel 1952 a Oslo, Norvegia) vinse la medaglia d'argento nel Bob a 4 con i connazionali Stanley Benham (pilota), Patrick Henry Martin ed Howard Wallace Crossett. Meglio di loro solo la nazionale tedesca (medaglia d'oro).
Il tempo segnato fu di 5:10,84  quasi un secondo di differenza da quella svizzera (5:11,70,) e quasi tre secondi dalla prima classificata (5:07,84).
Oltre alla medaglia olimpica conquistò tre medaglie ai campionati mondiali tra cui due d'oro e una d'argento, tutte nel bob a quattro e sempre con Benham alla guida del mezzo.

## Palmarès

### Olimpiadi
- 1 medaglia:
  - 1 argento (bob a quattro ad Oslo 1952).

### Mondiali
- 3 medaglie:
  - 2 ori (bob a quattro a Lake Placid 1949; bob a quattro a Cortina d'Ampezzo 1950;
  - 1 argento (bob a quattro ad Alpe d'Huez 1951).